# 도킹 및 버씽
우주선의 “도킹” 및 “버씽”(영어: Docking and berthing of spacecraft)는 일반적으로 2대의 우주선의 결합을 의미한다. 이 결합은 일시적인 것부터 우주정거장의 구획의 결합과 같이 영구적인 것까지 있다.